# Kawasaki Ki-147
Kawasaki Ki-147 I-Go-A (яп. イ号一型甲無線誘導弾) — керована бомба Японії періоду Другої світової війни.

## Історія створення

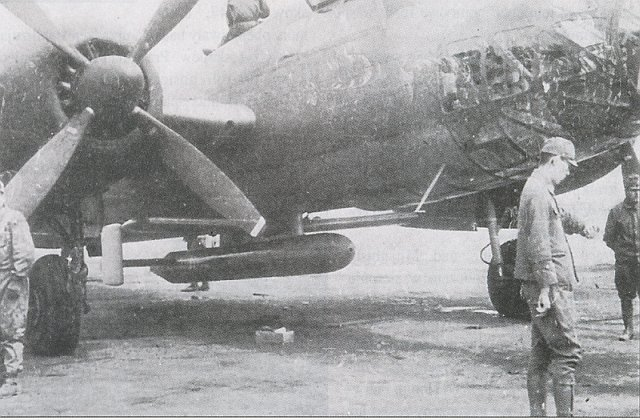
Ki-147 в бомболюці бомбардувальника

Керована бомба Ki-147 була розроблена фірмою Kawasaki на основі розробки німецької фірми Henschel-Werke. На бомбу встановлювався ракетний двигун Mitsubishi Tokuro-1Type 3 Rocket з тягою 240 кгс. Для скерування бомби на ціль використовувалась система радіокерування. Випробування бомби були проведені у квітні 1945 року, для цього був переобладнаний бомбардувальник Mitsubishi Ki-67. Проте до кінця війни серійне виробництво так і не було налагоджене.

## Характеристики
- Довжина: 5,77 м
- Висота: 1,06 м
- Розмах крил: 3,60 м
- Площа крил: 3,60 м²
- Повна маса: 1 400 кг
- Маса бойової частини: 880 кг
- Двигун: Mitsubishi Tokuro-1 Type 3 Rocket (240 кгс)
- Максимальна швидкість: 550 км/г
- Дальність: 11 км